# Келья
Ке́лья (ке́ллия, через греч. κελλίον, от лат. сеllа — «комната, чулан») — жилище монаха, отдельная комната в монастыре, в причтовом доме при православном храме, в учебном духовном заведении или ещё где-либо.

## История
В русских монастырях келья обычно представляет собой комнатку для постоянного проживания на одного-двух монахов с минимальным внутренним убранством: столом, стулом, кроватью или жёстким топчаном (в зависимости от физического здоровья монаха). Однако «кельей» может называться и более благоустроенное жилище монаха, которому в определённое время дозволено исповедовать братьев монастыря и некоторых представителей духовенства. Монастырская традиция предполагает только непродолжительный отдых, а большую часть времени, в которое монах не занят на тяжёлых послушаниях или в долгих монастырских богослужениях, он проводит в своей келье за молитвой, рукоделием и чтением духовных книг. Очень часто в монастырских кельях встречается полка для книг, а также индивидуальный иконостас, состоящий из недорогих (часто бумажных) икон.
Но не всем паломникам, трудникам, послушникам и новоначальным монахам предоставляется по отдельной келье, поэтому многие насельники монастырей проживают в многолюдных помещениях. Согласно уставу общежительного монастыря, в братский корпус вообще и в келью в частности не рекомендуется заходить посторонним людям, а лицам противоположного пола — запрещено категорически (исключение делается разве что для врачей и для родственников, и только в самых крайних случаях).
Одиночная келья за территорией основного монастыря может иметь называние «скит» или «пустынь».

## Афон
На Афоне «келлией» называют также небольшие скиты, подчинённые монастырям и состоящие из старой постройки с пристроенной церковью и различными хозяйственными территориями. В такой келлии обычно живут двое монахов, один из которых — старец, а второй — послушник. Когда старец умирает, послушник наследует келью и всё имущество усопшего монаха. Иногда келья может представлять собой трёхэтажный дворец с часовнями (Андреевский скит).

## Ислам
В исламе подобные помещения называются худжра, располагаются они в духовных училищах и обителях отшельников.